# Pelagia (moglie di Ezio)
Pelagia (429 – dopo il 451) fu la moglie dei due più importanti generali romani della sua epoca, Bonifacio ed Ezio.

## Biografia
Il nome di Pelagia è citato solo dallo storico Marcellino Comes (s.a. 432). Proveniva da una nobile famiglia di origine barbarica, forse visigota.
Cristiana ariana, si convertì al cattolicesimo prima del matrimonio con l'influente generale Bonifacio (avvenuto prima del 427/429; per Bonifacio si trattava delle seconde nozze), cui diede una figlia che fece, però, battezzare da un sacerdote ariano.
Nel 432 era diventata molto ricca; in quell'anno le morì il marito, ferito nella vittoriosa battaglia contro il suo rivale Ezio. Marcellino narra che, sul letto di morte, Bonifacio fece promettere a Pelagia che si sarebbe risposata solo con Ezio, cosa che avvenne puntualmente.
Dal secondo marito Pelagia ebbe un figlio, Gaudenzio, nato attorno al 440; per tutelarne le aspirazioni politiche e imperiali, Pelagia convinse il marito ad ostacolare il futuro imperatore Maggioriano, e forse una seconda figlia.
Era ancora in vita nel 451, a Roma; pregò assiduamente per il ritorno del marito dalla campagna gallica contro Attila.